# Moskvič 2141
Moskvič 2141 (rusky Москвич-2141) také známý jako Aleko nebo Moskvič Aleko a např. v Německu jako Lada Aleko byl osobní automobil, který vyráběla automobilka Moskvič.
Moskvič 2141 byl zcela nový model, na rozdíl od jeho předchůdců, které byly jen modernizacemi. Karoserie typu hatchback byla inspirována vozem Simca 1307, podobnost mezi těmito vozy je vidět hlavně vzadu, vzhled přední části je jiný. Motor z Moskviče 2140 byl uložen podélně (napříč by se nevešel) a poháněl přední kola. Uložení motoru, zavěšení kol a další detaily byly technicky shodné s Audi 80.
Vůz byl poprvé představen v roce 1986. Byl prodáván hlavně na domácím trhu, ale od roku 1990 byl prodáván i v zahraničí. V roce 1997 byl modernizován a přejmenován na Svjatogor (Святогор). Výroba byla ukončena roku 2001.

## Závodní verze

### Moskvič 2141-KR
Jednalo se o prototyp, který byl vyvíjen pro závody ve skupině B. Jeho vývoj probíhal až po ukončení skupiny, proto neměl nikdy šanci startovat na soutěžích mistrovství světa. Vývoj, který vedl Stasys Brundza, byl ukončen v roce 1989 a automobil nikdy nezískal homologaci. Řadový čtyřválec umístěný uprostřed za předními sedadly o objemu 1995 cm3 byl přeplňován dvěma karburátory Weber a dosahoval výkonu 175 koní. poháněl zadní kola. V současnosti je vůz umístěn v muzeu automobilů v Moskvě.